# (36384) 2000 OJ31
2000 OJ31 (asteroide 36384) é um asteroide da cintura principal. Possui uma excentricidade de 0.05173570 e uma inclinação de 6.14345º.
Este asteroide foi descoberto no dia 30 de julho de 2000 por LINEAR em Socorro.